# Nuoto ai campionati europei di nuoto 2024 - 200 metri dorso femminili
La gara degli 200 metri dorso femminili dei campionati europei di nuoto 2024 si è svolta il 17 e il 18 giugno 2024 presso il Centro Sportivo Milan Gale Muškatirović di Belgrado.

## Podio
| Pos.    | Atleta                | Nazione    |
| ------- | --------------------- | ---------- |
| Oro     | Camila Rebelo         | Portogallo |
| Argento | Dóra Molnár           | Ungheria   |
| Bronzo  | Eszter Szabó-Feltóthy | Ungheria   |

## Record
Prima della manifestazione il record del mondo (RM) e il record dei campionati (RC) erano i seguenti.
|  | 2'03"14 | Kaylee McKeown      | 10 marzo 2023 Sydney    |
|  | 2'03"14 | Anastasija Fesikova | 1º agosto 2009 Roma     |
|  | 2'03"14 | Margherita Panziera | 23 maggio 2021 Budapest |

Durante la competizione non sono stati migliorati record.

## Programma
| Data           | Ora   | Turno      |
| -------------- | ----- | ---------- |
| 17 giugno 2024 | 10:07 | Batterie   |
| 17 giugno 2024 | 18:55 | Semifinali |
| 18 giugno 2024 | 18:30 | Finale     |

## Risultati

### Batterie
| Pos. | Batteria | Corsia | Atleta                    | Nazionalità        | Tempo   | Note |
| ---- | -------- | ------ | ------------------------- | ------------------ | ------- | ---- |
| 1    | 3        | 4      | Eszter Szabó-Feltóthy     | Ungheria           | 2'09"77 | Q    |
| 2    | 1        | 5      | Dóra Molnár               | Ungheria           | 2'09"92 | Q    |
| 3    | 1        | 3      | Katalin Burián            | Ungheria           | 2'10"63 |      |
| 4    | 1        | 4      | Holly McGill              | Gran Bretagna      | 2'10"75 | Q    |
| 5    | 3        | 5      | Adela Piskorska           | Polonia            | 2'11"35 | Q    |
| 6    | 3        | 3      | Camila Rebelo             | Portogallo         | 2'11"42 | Q    |
| 7    | 2        | 5      | Aviv Barzelay             | Israele            | 2'12"10 | Q    |
| 8    | 3        | 6      | Maya Werner               | Germania           | 2'12"85 | Q WD |
| 9    | 2        | 3      | Gabriela Georgieva        | Bulgaria           | 2'12"90 | Q    |
| 10   | 1        | 6      | Aissia-Claudia Prisesariu | Romania            | 2'13"89 | Q    |
| 11   | 2        | 6      | Tatiana Salcutan          | Moldavia           | 2'14"01 | Q    |
| 12   | 2        | 7      | Vivien Jackl              | Ungheria           | 2'14"21 |      |
| 13   | 3        | 7      | Nika Sharafutdinova       | Ucraina            | 2'14"40 | Q    |
| 14   | 2        | 4      | Laura Bernat              | Polonia            | 2'14"91 | Q    |
| 15   | 1        | 2      | Justine Murdock           | Lituania           | 2'16"25 | Q    |
| 16   | 2        | 1      | Lottie Cullen             | Irlanda            | 2'16"95 | Q    |
| 17   | 3        | 2      | Karoline Sørensen         | Danimarca          | 2'17"00 | Q    |
| 18   | 1        | 1      | Tom Mienis                | Israele            | 2'17"08 | Q    |
| 19   | 2        | 2      | Lena Grabowski            | Austria            | 2'17"29 |      |
| 20   | 3        | 1      | Fanny Borer               | Svizzera           | 2'17"44 |      |
| 21   | 3        | 8      | Aleksa Gold               | Estonia            | 2'17"93 |      |
| 22   | 1        | 7      | Schastine Tabor           | Danimarca          | 2'18"32 |      |
| 23   | 2        | 8      | Annie Hegmegi             | Svezia             | 2'19"76 |      |
| 24   | 1        | 8      | Mia Krstevska             | Macedonia del Nord | 2'23"12 |      |
| 25   | 3        | 0      | Elisabeth Erlendsdóttir   | Fær Øer            | 2'23"85 |      |
| 26   | 2        | 0      | Vivian Xhemollari         | Albania            | 2'26"65 |      |

### Semifinali
| Pos. | Batteria | Corsia | Atleta                    | Nazionalità   | Tempo   | Note |
| ---- | -------- | ------ | ------------------------- | ------------- | ------- | ---- |
| 1    | 1        | 1      | Dóra Molnár               | Ungheria      | 2'09"67 | Q    |
| 2    | 2        | 4      | Eszter Szabó-Feltóthy     | Ungheria      | 2'10"21 | Q    |
| 3    | 1        | 2      | Adela Piskorska           | Polonia       | 2'10"26 | Q    |
| 4    | 2        | 5      | Holly McGill              | Gran Bretagna | 2'10"59 | Q    |
| 5    | 2        | 3      | Camila Rebelo             | Portogallo    | 2'10"73 | Q    |
| 6    | 1        | 3      | Aviv Barzelay             | Israele       | 2'11"38 | Q    |
| 7    | 1        | 4      | Aissia-Claudia Prisesariu | Romania       | 2'11"63 | Q    |
| 8    | 1        | 5      | Nika Sharafutdinova       | Ucraina       | 2'11"88 | Q    |
| 9    | 2        | 6      | Gabriela Georgieva        | Bulgaria      | 2'12"56 |      |
| 10   | 2        | 2      | Tatiana Salcutan          | Moldavia      | 2'12"73 |      |
| 11   | 2        | 7      | Laura Bernat              | Polonia       | 2'13"40 |      |
| 12   | 1        | 6      | Justine Murdock           | Lituania      | 2'14"75 |      |
| 13   | 1        | 7      | Lena Grabowski            | Austria       | 2'15"29 |      |
| 14   | 2        | 1      | Lottie Cullen             | Irlanda       | 2'15"57 |      |
| 15   | 1        | 8      | Karoline Sørensen         | Danimarca     | 2'17"02 |      |
| 16   | 2        | 8      | Tom Mienis                | Israele       | 2'17"39 |      |

### Finale
| Pos.    | Corsia | Atleta                    | Nazionalità   | Tempo   | Note |
| ------- | ------ | ------------------------- | ------------- | ------- | ---- |
| Oro     | 2      | Camila Rebelo             | Portogallo    | 2'08"95 |      |
| Argento | 4      | Dóra Molnár               | Ungheria      | 2'09"02 |      |
| Bronzo  | 5      | Eszter Szabó-Feltóthy     | Ungheria      | 2'09"21 |      |
| 4       | 6      | Holly McGill              | Gran Bretagna | 2'09"74 |      |
| 5       | 7      | Aviv Barzelay             | Israele       | 2'10"06 |      |
| 6       | 3      | Adela Piskorska           | Polonia       | 2'10"85 |      |
| 7       | 1      | Aissia-Claudia Prisesariu | Romania       | 2'11"00 |      |
| 8       | 8      | Nika Sharafutdinova       | Ucraina       | 2'13"76 |      |